# Soziales Feld
Der Begriff Feld wird in der allgemeinen Feldtheorie des französischen Soziologen Pierre Bourdieu verwendet und beschreibt eine Struktur oder Konfiguration objektiver Beziehungen zwischen mehreren Akteuren, die auch eine Dynamik und eine Geschichte hat. In einer Gesellschaft existieren mehrere relativ autonome Felder, wobei jedes Feld eine relativ abgrenzbare Funktion in der Gesellschaft einnimmt (z. B. Justiz, Gesundheit, Wirtschaft, Religion, Kunst, Literatur), jedoch nicht die Geschlossenheit von (Sub-)Systemen aufweist, wie sie von der Systemtheorie postuliert wird. Für Bourdieu hat die grundlegende Funktionsweise von Feldern auf der strukturellen Ebene (nicht auf der inhaltlichen) klare Regeln und Gemeinsamkeiten, die die Interaktionen (z. B. Kooperation und Konkurrenz) der Akteure steuern. In seiner Feldtheorie, manchmal auch allgemeine Feldtheorie genannt, beschreibt er diese Gemeinsamkeiten, die in allen Feldern auftreten. Die Feldtheorie bietet daher ein Gerüst an Konzepten und Theoretisierungsvorschlägen zur Analyse von einzelnen gesellschaftlichen Feldern.
Für die spezielle Funktionsweise von einzelnen Feldern, siehe: Politisches Feld, Literarisches Feld.

## Herkunft des Begriffs und Abgrenzung
Bourdieu übernimmt den Begriff des Feldes (französisch: champ) in modifizierter Form aus dem religionssoziologischen Kapitel von Max Webers Wirtschaft und Gesellschaft, um die Einseitigkeiten des soziologischen Funktionalismus einerseits (wie in der Systemtheorie) und die des strukturalistischen Determinismus und des Marx’schen Basis-Überbau-Modell andererseits zu vermeiden. Er anerkennt jedoch die Bedeutung der von Marx hervorgehobenen hierarchischen sozialen Stratifikation sowie der Konflikte und Kämpfe auf den einzelnen Feldern, die durch symbolische Gewalt gekennzeichnet sind.

## Feldinteresse
Jedes Feld besitzt genau ein klar definiertes Feldinteresse. Das Feldinteresse ist der Hauptgegenstand, der das Feld konstituiert. Es bestimmt, worum es in einem Feld geht, worum gestritten und gekämpft wird. Beispiele: im ökonomischen Feld primär um Geld, im juristischen Feld um Recht, im medizinischen Feld um Gesundheit, im politischen Feld um Herrschaft, im religiösen Feld um Wahrheit etc.
Personen, die in einem bestimmten Feld teilnehmen, empfinden grundsätzlich das jeweilige Feldinteresse als wichtig. Ein bestimmtes Feldinteresse (z. B. Gesundheit, Recht, Kunst) konstituiert somit ein eigenständiges und autonomes Feld (medizinisches Feld, juristisches Feld, künstlerisches Feld), indem es einen einzigen Schwerpunkt bzw. Hauptgegenstand festlegt. Dadurch wird auch größtenteils inhaltlich bestimmt, was sich in einem Feld abspielen sollte und was nicht.
Felder weisen somit gewisse Parallelen zu der soziologischen Systemtheorie auf, welche den gesellschaftlichen Systemen ähnliche Eigenschaften zuschreibt (autopoietisch, ausdifferenziert, in sich geschlossen). Allerdings zeigt Bourdieu etwa am Beispiel der Mode, wie sich Felder nicht einmal mehr programmatisch der Logik des Ökonomischen verweigern, was zunehmend auch für Kunst, Sport, Medizin und andere Felder gelten dürfte.

## Feldillusio
Das Konzept der Illusio lässt sich aus zwei Perspektiven betrachten.
Feldinteresse als Illusio: Jedes Feld erschafft eine Illusio, indem es Teilnehmern und Außenstehenden fälschlicherweise vorgibt, dass es im Feld ausschließlich und allein um das Feldinteresse geht. Die Illusio des Wissenschaftfeldes wäre beispielsweise eine interesselose Wissensproduktion, die Illusio des Bildungssystems gleichberechtigte Bildungschancen, die Illusio der Kunst eine ökonomiefreie Kunst um der Kunst willen (L’art pour l’art). Bourdieu bricht mit den geschaffenen Illusionen der Felder. Selbstverständlich wurde schon immer in Feldern auch um andere Ressourcen gekämpft, wie Macht, Geld, Positionen, Interessen, Verteilungsstrukturen, u. v. m. Das Feldinteresse ist somit keineswegs das einzige, was in Feldern relevant ist, worum gekämpft und gestritten wird. Die Illusio in Feldern beschreibt, wie das Wort selbst schon impliziert, eine Art Täuschungsversuch: Außenstehende oder Naive-Teilnehmer eines Feldes sollen der Illusion Glauben schenken, dass es in einem Feld ausschließlich und wirklich nur um das Feldinteresse selbst geht. Die Illusio eines Feldes verschleiert somit unschöne Machtkämpfe und Auseinandersetzungen um Geld, Einfluss, Prestige, Positionen, umv. Das Feld bewahrt durch die Illusio, zumindest bei Nicht-Teilnehmern und Unwissenden, dessen positives Image.
Feldillusio bei Teilnehmern: Alle Teilnehmer eines bestimmten Feldes teilen die feste Überzeugung, dass es sich lohnt, im Feld teilzunehmen. Sie teilen auch die Bereitschaft, Investitionen zu tätigen und an den Auseinandersetzungen im Feld mitzuwirken. Gleichzeitig akzeptieren und verinnerlichen die Teilnehmer die Regeln und Gesetze eines Feldes.
„Für den unbewussten Vollzug der Spielregeln im Feld führt er den Begriff »illusio« – Wirklichkeitsillusion – ein. Darunter versteht er die Tatsache, dass »man vom Spiel gefangen ist, daß man glaubt, daß das Spiel den Einsatz wert ist oder, um es einfacher zu sagen, daß sich das Spielen lohnt« (PV: 140f.). Die »illusio« bringt die Spieler dazu, sich so tief in das Spiel zu involvieren, dass die Spieleinsätze ohne Vergegenwärtigung, worum es in dem Spiel überhaupt geht, stillschweigend anerkannt werden. Daraus erwächst ein »heimliches Einverständnis« mit den Spielregeln.“

## Feldstruktur
Das Konzept der Feldstruktur liefert die wichtigsten Eigenschaften und Metakonzepte zur Analyse aller existierenden Felder. Mit diesem Konzept sind alle wichtigen Strukturen eines Feldes gemeint. Die Feldstruktur regelt beispielsweise die Machtstruktur, die Distributionsstruktur von Kapitalsorten, Teilnahmebedingungen und Veränderungsmöglichkeiten im Feld, Feldregeln, u. v. m. Jedes Feld besitzt somit eine eigene und komplexe Struktur, welche die Interaktionen, Kommunikationsformen, Regeln, Normen, Profite und Teilnahmebedingungen regelt. Eben weil die Strukturen eines Feldes eine gewaltige Macht auf alle Teilnehmer ausüben, sind die Feldstrukturen selbst umkämpft.

### Herrschende und Beherrschte – Erhalt und Wandel der Feldstruktur
„Jedes dieser Felder hat seine Herrschenden und Beherrschten, seine Kämpfe um Erhalt oder Umsturz, seine Reproduktionsmechanismen usw.“
Herrschende: Unter Herrschenden versteht Bourdieu vor allem diejenigen Akteure, welche in einem Feld reich an allen relevanten Kapitalsorten sind (kulturelles, ökonomisches, soziales, symbolisches, feldspezifisches Kapital) und welche herrschende Machtpositionen im Feld einnehmen. Nach Bourdieu sind es vor allem die Herrschenden, welche die Möglichkeit besitzen, Feldstrukturen zu formen, zu ändern oder zu reproduzieren. Meistens versuchen sie, die Feldstruktur aufrechtzuerhalten und zu reproduzieren, da sie von ihr profitieren. Obwohl die Herrschenden stets in der Minderheit sind, haben sie meistens die größten Einflussmöglichkeiten, die Feldstrukturen zu bestimmen. Daher ist es kein Zufall, dass Feldstrukturen meistens auch so gestaltet sind, dass sie den Interessen der Herrschenden entsprechen, welche sich meistens für einen Erhalt der Strukturen aussprechen. Dennoch: Herrschende werden stets von den Beherrschten herausgefordert und angefochten, weswegen auch sie um den Erhalt der Feldstruktur kämpfen müssen.

Beherrschte: Die Beherrschten (wenig Kapital, kaum Machtpositionen) in einem Feld kämpfen für gewöhnlich für eine Veränderung in der Feldstruktur. Bourdieu weist mehrfach darauf hin, dass Feldstrukturen keineswegs statisch sind. Sowohl Herrschende als auch Beherrschte kämpfen ununterbrochen um eine Veränderung in den Feldstrukturen zu ihren Gunsten. Aus einer Langzeitperspektive betrachtet sind Dynamik und Wandel die charakteristischen Eigenschaften eines Feldes.
„Das Feld ist ein Ort von (…) Kämpfen um die Veränderung dieser Verhältnisse, und folglich ein Ort des permanenten Wandels.“

## Feldpositionen
Ein Feld ist für Bourdieu ein Raum von relativen Kräfteverhältnissen und Positionen. Jeder Akteur, der in einem Feld interagiert, nimmt auch in diesem Feld eine Position ein. Die Positionen sind nicht statisch, in allen Feldern besteht die Möglichkeit zur Mobilität und zur Veränderung der eigenen Position (Auf- und Abstieg). Die Feldposition eines Akteurs entscheidet maßgeblich darüber, wie viel Macht, Einflussmöglichkeiten, Teilnahmeberechtigungen und Rederecht dieser Akteur im Feld hat. Bourdieu behauptet, dass es in allen Feldern bestimmte Regelmäßigkeiten und Gemeinsamkeiten bezüglich der Positionen gebe. Generell gilt: Je mehr Kapitalsorten ein Akteur besitzt, desto höher ist seine Position im jeweiligen Feld. Positionen sind nicht statisch, sondern müssen hart erarbeitet bzw. verteidigt werden. Beherrschte Akteure kämpfen meistens darum, ihre Position im Feld zu verbessern, während herrschende Akteure viel Zeit und Energie dafür verwenden, diese aufrechtzuerhalten.

### Relationalität von Feldpositionen
Bourdieu betont mehrfach, dass Feldpositionen und Felder im Allgemeinen stets relational verstanden werden müssen. Eine Feldposition ergibt sich erst dann, wenn sie relational zu den anderen Positionen im Feld betrachtet wird. Dasselbe gilt für die Kapitalsorten, Akteure nehmen erst eine höhere Feldposition ein, wenn sie über relativ mehr Kapital verfügen als ihre Kontrahenten. Die Relationalität spielt dementsprechend eine zentrale Rolle für Bourdieus Feldtheorie. Mit dem Wandel und der Dynamik von Feldern ändern sich auch die einzelnen Positionen im Feld, welche die Akteure einnehmen.

Die Feldposition eines Akteurs ist direkt abhängig von dem Kapital, das er besitzt:
„Vielmehr sind sie Kapitalbesitzer und haben entsprechend ihrem Lebenslauf und der Position, die sie im Feld aufgrund ihres Kapitalbesitzes (Volumen und Struktur) einnehmen, eine Neigung, aktiv auf den Erhalt oder eben den Umsturz der Kapitaldistribution hinzuarbeiten.“
Generell gilt: Je mehr Kapital ein Akteur besitzt, desto mehr Chancen und Möglichkeiten besitzt er, an den Kämpfen im Feld teilzunehmen und sich darin durchzusetzen. Daher streben Akteure danach, möglichst viel Kapital an sich zu binden, um sich Vorteile gegenüber anderen Kontrahenten zu verschaffen. Bourdieu verweist (wie bei der Feldposition) darauf hin, dass das Potential von einzelnen Kapitalsorten stets relativ zu betrachten ist. Nur Kapital, das relativ ungleich verteilt ist, kann als effektive Waffe eingesetzt werden. Beispielsweise besitzen akademische Titel (eine Form von kulturellem Kapital) einen Seltenheitswert, da sie nicht jeder besitzt. Durch diese relative Seltenheit können sich Akteure in einem Feld Vorteile gegenüber anderen Konkurrenten verschaffen. Dasselbe gilt für Geld (ökonomisches Kapital) und Beziehungen (soziales Kapital), welche ebenfalls höchst ungleich verteilt sind. Erst durch Relationalität und die ungleiche Verteilung von einzelnen Kapitalsorten oder Fähigkeiten entstehen mögliche Vorteile für die Träger.
Beispiel: In einem Land mit einer hohen Rate an Analphabeten profitieren bereits diejenigen Akteure im Feld, die nur Lesen und Schreiben können (eine Form von kulturellen Kapital). In einem alphabetisierten Land hingegen bringt die Fähigkeit, Lesen und Schreiben zu können, überhaupt keinen Profit im Feld, da sie jeder beherrscht.
Kapital bestimmt und ermöglicht auch die Mobilität in einem Feld. Akteure, welche im Laufe der Zeit viel an Kapitalsorten zulegen, verbessern auch ihre Position im Feld, was gleichzeitig mit besseren Teilnahmemöglichkeiten einhergeht. Diese Mobilität zeigt erneut, dass Felder dynamisch zu verstehen sind.

## Feldgeschichte
Bourdieu weist auf die Wichtigkeit hin, die Geschichte von Feldern mitzuanalysieren. Felder sollten niemals als bloßes Produkt der Gegenwart betrachtet werden, sondern wurden maßgeblich durch die Vergangenheit geprägt. Felder wie das politische, religiöse, künstlerische oder ökonomische Feld haben eine lange Entstehungsgeschichte, in welchen Strukturen geschaffen wurden, welche die Felder noch in der Gegenwart prägen. Besonders ersichtlich wird das im interkulturellen Vergleich: Ein und dasselbe Feld (z. B. das juristische Feld, religiöse Feld) kann sehr unterschiedlich in den einzelnen Gesellschaften ausgeprägt sein, da es in unterschiedlichen Kulturen entstanden ist und eine eigene Geschichte mit sich bringt, was die derzeitige Struktur mitprägte.

## Kapitalsorten
Für die Feldtheorie sind fünf Kapitalsorten relevant:
1) kulturelles Kapital: 1.1) inkorporiertes Kulturkapital: Wissen, Bildung, Sprach-&Artikulationsfähigkeiten; 1.2) institutionalisiertes Kulturkapital: akademische Titel, Abzeichen/Ehrungen, Zertifikate, legitime Positionen etc.; 1.3) objektiviertes Kulturkapital: Bücher, Instrumente, Kunstwerke.
2) ökonomisches Kapital: Geld, Besitz.
3) soziales Kapital: Beziehungen, Freundschaften, Kooperationen, Gruppenzugehörigkeiten.
4) symbolisches Kapital: Anerkennung, Ehre, Legitimität, Durchsetzungsvermögen.
5) feldspezifisches Kapital: Spezielle Fähigkeiten, die zur Teilnahme in einem Feld zwingend notwendig sind. Sind meistens nur in einem Feld nützlich.
Kapitalsorten spielen eine elementare Rolle in Feldern. Von den Kapitalsorten eines Akteurs hängen seine Teilnahmemöglichkeiten, seine Macht, seine Legitimität und vieles mehr ab. Bourdieu nennt Kapitalsorten Waffen, derer sich Akteure im Feld bedienen, um ihre eigenen Interessen und Wirklichkeitsdeutungen durchzusetzen. Felder bieten aber auch die Möglichkeit, sein eigenes Kapital gezielt zu vermehren, weswegen es auch Auseinandersetzungen um Kapitalsorten selbst gibt.
„Ein Kapital oder eine Kapitalsorte ist das, was in einem bestimmten Feld zugleich als Waffe und als umkämpftes Objekt wirksam ist, das, was seinem Besitzer erlaubt, Macht oder Einfluß auszuüben, also in einem bestimmten Feld zu existieren und nicht bloß eine „quantité négligeable“ zu sein.“
Die einzelnen Kapitalsorten haben ganz eigene Funktionsweisen und Logiken in den Feldern. Bourdieu betont, dass nicht alle Felder die einzelnen Kapitalsorten für gleich wichtig erachten. Die Hierarchie bzw. die Wichtigkeit einzelner Kapitalsorten variiert von Feld zu Feld. In manchen Feldern wird beispielsweise das kulturelle Kapital weitaus höher geschätzt als das ökonomische Kapital (juristisches Feld), wohingegen in anderen Feldern (Feld der (Pop-)Musik) das ökonomische Kapital viel wichtiger für den Erfolg ist. Im Allgemeinen spielen für alle Felder das 1) kulturelle, das 2) ökonomische und das 3) soziale Kapital, mit unterschiedlicher Gewichtung, eine zentrale Rolle.

### Symbolisches Kapital in Feldern
Bourdieu setzt das symbolische Kapital mit Legitimität in einem Feld gleich. Das symbolische Kapital einer Person ergibt sich aus dessen Summe aller anderen Kapitalsorten (kulturelles, ökonomisches, soziales und feldspezifisches Kapital). Viel symbolisches Kapital besitzen somit meistens diejenigen Akteure im Feld, welche auch reich anderen Kapitalsorten sind. Das symbolische Kapital ist das wirkmächtigste Kapital in allen Feldern. Akteure mit viel symbolischem Kapital werden in einem Feld besonders hoch geschätzt und gewürdigt. Sie erhalten auch am häufigsten das Rederecht in öffentlichen Diskursen. Die ihnen zugesprochene Legitimität und Professionalität führt dazu, dass ihre Aussagen, Deutungen und Wirklichkeitskonstruktionen eine höhere Wertschätzung und Gültigkeit genießen. Generell gilt, dass die wenigen Herrschenden in einem Feld über das meiste symbolische Kapital verfügen. Bourdieu verwendet in diesem Zusammenhang häufig das Konzept der symbolischen Gewalt bzw. der symbolischen Macht: Akteure mit viel symbolischen Kapital, besitzen exklusive Macht und Gestaltungsmöglichkeiten. Sie haben das Privileg, ihre Wirklichkeitskonstruktionen und Weltdeutungen leichter zu legitimieren und wahr werden zu lassen, als andere Akteure im Feld. Die symbolische Gewalt geht jedoch über die Konstruktion von legitimen Wirklichkeiten hinaus. Herrschende (reich an allen Kapitalsorten) haben die Möglichkeit, die Feldstrukturen am meisten zu prägen und zu gestalten.
Das symbolische Kapital ist aber nicht ausschließlich den Herrschenden vorbehalten und nicht ausschließlich an das Kapital gekoppelt. Vereinzelt genießen auch kapitalarme Akteure viel Legitimität in einem Feld, wenn sie als besonders authentisch wahrgenommen werden, oder mit weiteren persönlichen Eigenschaften überzeugen können (z. B. langes Engagement, Sympathie, Ehrlichkeit, herausragende Fähigkeiten, Attraktivität etc.).

### Feldspezifisches Kapital
Unter dem feldspezifischen Kapital fallen meistens alle Fähigkeiten, um in einem Feld oder Subfeld teilzunehmen zu können und darin erfolgreich zu sein. Für die Teilnahme in einem Feld sind basale Kenntnisse die Bedingung. Beispiele für feldspezifisches Kapital wären: Alt-griechisch Kenntnisse im Feld der Gräzistik, Schreibkenntnisse im Feld der Literatur, Musikkenntnisse im Feld der Musik, Kleidungsgeschmack im Feld der Mode, Glaube im Feld der Religion. Die Höhe des feldspezifischen Kapitals eines Akteurs hängt davon ab, wie professionell und wie selten seine Fähigkeiten im Feld sind. Die Profite eines Akteurs im Feld sind also erneut abhängig von der Relationalität und der Seltenheit seines feldspezifischen Kapitals. Auffällig ist sofort, dass bestimmte Formen von feldspezifischen Kapital ausschließlich im jeweiligen Feld nützlich sind, aber außerhalb von diesem Feld wertlos sind. Alt-griechisch Kenntnisse sind beispielsweise eine zwingend notwendige Bedingung, um im Subfeld der Gräzistik teilzunehmen, gleichzeitig aber sind Alt-griechisch Kenntnisse in allen anderen Feldern nutzlos. Das gilt für die meisten Felder: Ohne feldspezifisches Kapital bzw. Kenntnisse ist eine Teilnahme unmöglich. Bourdieu nennt dies eine Eintrittsgebühr, um in bestimmten Feldern überhaupt teilnehmen zu können und wertgeschätzt zu werden. Charakteristisch für das feldspezifische Kapital ist aber auch dessen fehlende Akkumulierbarkeit. Während die anderen Kapitalsorten (kulturelles, ökonomisches, soziales, symbolisches Kapital) durchaus woanders einsetzbar und konvertierbar sind, ist das beim feldspezifischen meistens nicht der Fall.

## Feldlogik
Jedes Feld (und dessen Subfelder) besitzt eine einzigartige Logik, wonach es funktioniert und das Feld konstituiert. Daher können die einzelnen Felder nicht so leicht miteinander verglichen werden. Auch wenn unterschiedliche Felder durchaus gewisse Gemeinsamkeiten aufweisen, was Bourdieu in seiner allgemeinen Feldtheorie auf einer Metaebene versucht zu beschreiben, so gilt das nicht für die Feldlogik. Die einzigartigen Logiken der jeweiligen Felder sind nicht miteinander vergleichbar. Feldlogiken müssen einzeln und inhaltlich für jedes Feld separat analysiert werden.

## Feldgrenzen
Während das Feldinteresse den Hauptgegenstand eines Feldes konstituiert, sind die Grenzen von Feldern weniger klar determiniert. Auch die Feldgrenzen sind dynamisch und können sich im Laufe der Zeit ändern. Sie bestimmen, wo das Feld anfängt bzw. wo es aufhört. Feldgrenzen regeln somit, wer als Außenstehender zu betrachten ist und wer Mitglied eines Feldes ist. Sie regeln auch die Zugangsbeschränkungen zum Feld, beispielsweise in Form von Kompetenzen, Ressourcen oder Zugehörigkeitsbedingungen. Auch die Feldgrenzen selbst sind ein ständig umkämpftes Gebiet: Akteure im Feld streiten sich um die Zugehörigkeit, Eintrittsgelder, die notwendigen Kompetenzen und Qualitäten zur Teilnahme in einem Feld. Durch den Kampf um die Feldgrenzen versuchen die einzelnen Akteure, eigene Interessen durchzusetzen, indem sie die Grenzen so gestalten, dass sie ihnen Vorteile bringen.

## Akteure in Feldern
Bourdieu benutzt gezielt den Begriff des Akteurs und vermeidet damit, den Begriff auf rationale Einzelpersonen zu reduzieren. Auch wenn in einem Feld die meisten Akteure tatsächlich Einzelpersonen sind, so dürfen kollektive Akteure nicht vernachlässigt werden. Organisationen, Institutionen und Gruppen sind kollektive Akteure und interagieren ebenfalls in Feldern. Auch diese kämpfen in Feldern um ihre Interessen, besitzen unterschiedliche Kapitalsorten und prägen die Entwicklung von Feldern entscheidend mit.

### Strategien
Strategien bezeichnen ein weiteres Konzept, mit dem Bourdieu die Auseinandersetzungen und Kämpfe in Feldern beschreibt. Strategien sind gezielte Versuche und Maßnahmen von Akteuren, sich im Feld oder gegen Kontrahenten durchzusetzen. Da Felder Orte ständiger Konflikte und Auseinandersetzungen sind, setzten teilnehmende Akteure Strategien ein, um sich Vorteile zu verschaffen, sich zu legitimieren oder Veränderungen herbeizuführen.
Bourdieu behauptet, einen eindeutigen Zusammenhang zwischen den jeweiligen Strategien, der Feldposition und den Kapitalsorten der Akteure zu sehen. Welche genauen Strategien ein Akteur verfolgt, hängt nicht etwa von dessen Kreativität oder Laune ab. Akteursstrategien sind größtenteils Produkte von den Kapitalsorten und der Feldposition, die ein Akteur besitzt bzw. einnimmt. Einen weiteren Faktor für Strategien spielt der Habitus der Akteure. Dabei grenzt sich Bourdieu explizit von der Theorie der rationalen Entscheidung ab, die er aufgrund ihrer ökonomistischen Verkürzung kritisiert. Zwar spricht auch er von handlungsleitenden Strategien der Akteure in den Feldern, doch führt er diese nicht auf bewusst kalkulierte Entscheidungen, sondern auf den unbewusst wirkenden Habitus der Handelnden zurück.
Ökonomisch privilegierte und bildungsferne Akteure werden beispielsweise jegliche Strategien nutzen, die nur mit viel Geld realisierbar sind. Bildungsstarke, aber ökonomisch schwache Akteure nutzen hingegen vielmehr ihre Bildungstitel, ihr exklusives (wissenschaftliches) Wissen zur Legitimierung ihrer Positionen und Strategien. Beherrschte und im Feld marginalisierte Akteure (arm an allen Kapitalsorten) nutzen auch spezielle Strategien, um sich im Feld zu behaupten. Unter Strategien sind auch Abwertungen und Unterstellungen zu verstehen, wie die Unterstellung einer fehlenden Authentizität (v. a. im Musik- und Kunstbereich), die Abwertung der Ökonomisierung des Feldinteresses („kein Gesangstalent, alles nur Kommerz“ (Popmusik)), Unterstellung der Ausnutzung von sekundären Interessen (Macht, Geld, Popularität). Die Herrschenden verfügen über die meisten und besten Möglichkeiten, ihre Interessen mithilfe von Strategien durchzusetzen, da sie über alle Kapitalsorten verfügen und am meisten Legitimität im Feld besitzen.
Zusammenfassend hängen laut Bourdieu Strategien von vier Faktoren ab: 1) Feldposition des Akteurs, 2) ausgestattetes Kapital des Akteurs, 3) Habitus des Akteurs und 4) Feldstruktur allgemein.

## Beispiele von Feldern
Bourdieu grenzt die Anzahl der Felder nicht ein.
- Das ökonomische Feld ist durch die Herausbildung der Marktökonomien entstanden und gehorcht wie die anderen Felder auch seinen eigenen Gesetzen, denen des Profitkalküls, der Konkurrenz und der Ausbeutung.
- Das kulturelle Feld ist durch die Verbreitung der Schriftlichkeit und die Etablierung von Bildungssystemen entstanden. Am Beispiel des kulturellen Subfeldes Kunst heißt das: Der Zweck der Kunst ist die Kunst – und nur die Kunst. Die Entstehung dieses Subfeldes verortet Bourdieu in der Zeit des Impressionismus, als Künstler sich von den Farbvorschriften und den Figurenvorschriften der Auftraggeber lossagten. Es sei deshalb problematisch, in der Zeit vor der Epoche des Impressionismus den Begriff „Künstler“ zu verwenden.
- Das politisch-staatliche Feld ist in seiner Entstehung an die Geschichte der Bürokratien gebunden. Das feldspezifische Grundgesetz gebietet den Dienst an der Öffentlichkeit, in dem die Feld-Akteure ihre eigenen Interessen der Öffentlichkeit, dem öffentlichen Dienst und der Allgemeinheit opfern.